# قبطان باشا
قبطان باشا (بالتركية العثمانية: قپودان پاشا؛ بالتركية الحديثة: Kaptan Paşa) رتبة عسكرية بحرية عثمانية تُطلق على أمير الأسطول العثماني في الدولة العثمانية ويعرف أيضاً باسم "بيه البحر"، وأيضاً "قبطان البحر" (بالتركية العثمانية: قپودان دریا؛ بالتركية الحديثة: Kaptan-i Derya).